# Eurytoma japonica
Eurytoma japonica is een vliesvleugelig insect uit de familie Eurytomidae. De wetenschappelijke naam is voor het eerst geldig gepubliceerd in 1873 door Walker.